# Denwa Matte Imasu
Singles de Melon Kinenbi
Kokuhaku Kinenbi
(2000) This is Unmei
(2001)
 Denwa Matte Imasu  (電話待っています, ou Denwa Matteimasu) est le 3e single du groupe de J-pop Melon Kinenbi, sorti le 7 mars 2001 au Japon sur le label zetima, écrit et produit par Tsunku. Il atteint la 53e place du classement de l'Oricon, et reste classé pendant deux semaines.
La chanson-titre figurera sur le premier album du groupe, 1st Anniversary de 2003, puis sur ses compilations Fruity Killer Tune de 2006 et Mega Melon de 2008. La chanson en "face B", Mō Matte Masen!, figurera sur sa compilation de "faces B" Ura Melon de 2010.

## Liste des titres
1. Denwa Matte Imasu  (電話待っています?)
2. Mō Matte Masen!  (もう 待てませ~ん!?)
3. Denwa Matte Imasu (instrumental) (電話待っています...?)